# Karita Bekkemellem
Karita Bekkemellem (født 15. januar 1965 på Lillehammer) er en norsk politiker (Ap) og Tv-vært. Hun er medlem af Stortinget i sin femte periode for Møre og Romsdal. 
Karita Bekkemellem var Børne- og familieminister i Regeringen Jens Stoltenberg I. Hun var i 2001–05 medlem og frationsleder i Kirke-, uddannelse- og forskningskomiteen. I Regeringen Jens Stoltenberg II var hun fra 17. oktober 2005 til 18. oktober 2007 Børne- og ligestillingsminister. Hun var også leder af Arbeiderpartiets kvinnebevegelse. 
Kort tid efter at hun stoppede i regeringen, blev hun bestyrelsesmedlem i mæglerhuset Car asa, sammen med tidligere Hydro-direktør Cecilie Ditlev-Simonsen. Bekkemellem er også en af flere faste værter i talkshowet Studio 5 som bliver sendt på tv-kanalen FEM. 